# Lobocraspeda latefascia
Lobocraspeda latefascia là một loài bướm đêm trong họ Geometridae.